# Szylina Mała
Szylina Mała (niem. Klein Söllen) – część wsi Szylina Wielka w Polsce, położona w województwie warmińsko-mazurskim, w powiecie bartoszyckim, w gminie Bartoszyce. Wchodzi w skład sołectwa Szylina Wielka.
W latach 1975–1998 Szylina Mała administracyjnie należała do województwa olsztyńskiego.